# Göndör Bertalan
Göndör Bertalan (Budapest, 1908. július 28. – Mauthausen, 1945. március 28.) festőművész, grafikus.

## Élete
Édesapja Göndör Károly, édesanyja Fried Henrietta volt. Felesége Krausz Sámuel és Politzer Anna gyermeke, Krausz Ilona volt, akivel 1938. július másodikán kötött házasságot Budapesten, a IV. kerületben. Az Iparművészeti Főiskolára iratkozott be, ahol Helbing Ferenc tanítványa volt. 19 évesen Ausztriába emigrált, s villanyszerelőként helyezkedett el. A Kunstgewerbeschulébban folytatott további tanulmányokat. 1931-ben és 1932-ben linóleummetszet-sorozatot készített a szegénységben élőkről. Később könyvillusztrációkat, s politikai karikatúrákat kreált. Az Anschluss után visszatért Magyarországra, s ismét könyvillusztrátorként, illetve grafikusként dolgozott. Krétarajzait az OMIKE Művészakció keretein belül ismerhette meg a magyar közélet. 1941-től kezdve több alkalommal is munkaszolgálatra rendelték. Kárpátaljára került, ahonnan ceruzával rajzolt karikatúrákat küldött feleségének. A Margarethe hadművelet után először Auschwitzba, majd Mauthausenbe deportálták, s itt is halt meg 1945 tavaszán.
Műveiből halála után 17 évvel (1962-ben) kiállítást rendeztek a Magyar Nemzeti Galériában.